# الدير (النحيت)
الدير هو دُوَّار يقع بجماعة نيحيت، إقليم تارودانت، جهة سوس ماسة في المملكة المغربية. ينتمي الدوّار لمشيخة النحيت التي تضم 21 دوار. يقدر عدد سكانه بـ 103 نسمة حسب الإحصاء الرسمي للسكان والسكنى لسنة 2004.

## روابط خارجية
- البوابة الوطنية للجماعات الترابية
- المندوبية السامية للتخطيط